# دانيال تايلور (رسام)
دانيال تايلور هو رسام كندي، ولد في 12 فبراير 1955.